# Угорсько-польські відносини
Уго́рсько-по́льські відно́сини — зовнішньополітичні відносини між Угорщиною і Польщею, беруть початок із Середньовіччя. Традиційно два народи зв'язували тісні відносини — в їхній історії були спільні правителі і єдина релігія. Обидві країни відмічають свої «братерські» відносини 23 березня. Угорщина має посольство у Варшаві, консульство у Кракові і два почесних консульства — у Лодзі і Познані. Польща має посольство в Будапешті. Обидві країни є повноправними членами НАТО, які приєдналися до організації в один день (12 березня 1999 року), а також — членами Європейського Союзу.

## Історія

### Середньовіччя
Представники польських і угорських дворянських будинків (таких як П'ясти або Арпади) часто вступали в шлюб один з одним; знаменитий угорський король Владислав I Святий був наполовину поляком. Людовик Угорський був королем Угорщини і Хорватії з 1342 року, а з 1370 до своєї смерті (1382 році) — ще й королем Польщі. Він успадкував королівства від свого батька, Карла I із Анжуйської династії — титул короля Угорщини і Хорватії — і свого дяді, Казимир III Великий — титул короля Польщі (останній із династії П'ястів). У короля Казимира не було законних синів; тому, за цієї причини — аби забезпечити чітку династичну послідовність і уникнути невизначеності — він передав польський престол своєму племіннику. Молодша донька Людовика I — польська королева Ядвіга — успадкувала трон і стала однією із найпопулярніших монархів в історії Польщі. В XV столітті дві країни знову недовгий час знаходились під владою одного монарха — короля Владислава III Варненчика — який загинув, у віці не більше двадцяти років, воюючи з Османською імперією. В XVI столітті Польща вибрала своїм королем угорського дворянина Стефана Баторія, якого багато хто вважає одним із найвеличніших королів Польщі.

### Угорська революція 1848 року
Під час угорської революції 1848—1849 років польський генерал Юзеф Бем став національним героєм як Угорщини, так і Польщі. Йому було доручено захищати Трансільванію в кінці 1848 року, а в 1849 році він очолоив збройні загони секіїв. 20 жовтня 1848 року Юзеф Висоцький підписав згоду із угорським урядом про створення польського піхотного батальйону — чисельністю близько 1200 солдат. Після згоди Висоцкого в угорському «Польському легіоні» воювали 2090 піших і 400 кінних добровольця: весною 1849 року вони взяли участь в облозі фортеці Арад, а потім — брали участь в усіх важливих поєдинках в Сольнокі, Хатвані, Тапіо-Бішкі і Ісасегі. Після битви при Темишварі в серпні 1849 року і після угорської капітуляції в Вілагосі, 800 людей із залишків легіону пробилися на територію Османської імперії.

### Польсько-радянська війна
Під час  Польсько-радянська війни (1919—1921), після повалення правління Куна в Угорщині, нова влада запропонувала направити в Польщу 30000 кінних солдат, але чехословацьке управління відмовило їм в дозволі на прохід через демілітаризовану зону, яка існувала між Чехословаччиною і Угорщиною після завершення Першої світової війни. Тим не менш, угорські боєприпаси використовувалися армією Польщі.
З часів Середньовіччя і до XX століття Польща і Угорщина мали спільний кордон. Після Першої світової війни країни-переможниці у Версалі передали Верхню Угорщину (Словаччину), а також Карпатську Русь — з її слов'янським населенням — від переможеної Угорщини до новоутвореної Чехословаччини. Після Мюнхенської угоди 1938 року, яка майже прирікало Чехословаччину на захват Третім Рейхом — Польща і Угорщина, керуючись як загальними, так і власними інтересами, приступили до «відновлення» історичного кордону: мета обох країн заключалася в передачі Карпатської Русі назад до Угорщини. Кроки до досягнення цієї мети були зроблені під час Першого Віденського арбітражу (2 листопада 1938 рік).
До середини березня 1939 року уряд Третього Рейху вважав, що — перш за все, з військових міркувань — спільний угорсько-польський кордон є небажаним. Дійсно, коли в березні 1939 року Гітлер погодився на захоплення Угорщиною Карпатської Русі (яка до того моменту стала називатися «Карпатська Україна»), він попередив угорське правління не займати частину Словаччини, що залишилася, на територію якої також висловлювалися претензії. Вважається, що Гітлер хотів використати Словаччину в якості плацдарму для уже запланованого вторгнення в Польщу.
Однак в березні 1939 року фюрер змінив свою точку зору на спільний угорсько-польський кордон і вирішив не брати до уваги інтереси Організації українських націоналістів, яка до того часу вже почала організовувати свої воєнні частини в Карпатській Україні.